# 諾彥烏拉墓地
諾彥烏拉墓地，是指位於今蒙古國中央省巴特苏木贝县色楞格河旁丘陵地區的一個墓葬遺址。該墓葬由至少200多個大型墓葬組成，平面近似方形，高約2米，覆蓋以木材修築的墓室。它們在1924年至1925年由彼得·科茲洛夫發掘；當時根據出土文物等，認定它們是匈奴貴族的墓葬；其中一座墓葬又被判定為烏珠留單于的墳墓。 這些墓葬的建造時間被判定落在公元前1世紀至公元1世紀之間。許多出土文物被認定屬於匈奴及漢朝文化，它們被認為是研究匈奴相關課題的重要參考來源之一。

## 外部連結
- , Silk Road Seattle,   [2017-06-30], （原始内容存档于2017-03-24）

48°23′10.4″N 106°45′17.9″E / 48.386222°N 106.754972°E